# Salle des dangers
La Salle des dangers (« Danger Room » en version originale) est un lieu de fiction présent dans l'univers Marvel de la maison d'édition Marvel Comics. Créée par le scénariste Stan Lee et le dessinateur Jack Kirby, la salle apparaît pour la première fois dans le comic book The X-Men (vol. 1) #2 en novembre 1963.
C'est le lieu d’entraînement de l’équipe de super-héros mutants les X-Men à l’Institut Xavier (Salem Center, État de New York).

## Description
La Salle des dangers a été construite par Professeur Xavier à l’Institut Xavier. Elle a pour but d'entraîner les mutants au combat, principalement les membres des X-Men et des équipes connexes tels les Nouveaux Mutants, à tester ou améliorer leurs pouvoirs, ou bien tout simplement comme une forme d’exutoire. Elle est constituée de machines inventées par Xavier qui sont basées sur la technologie Shi'ar.
Lors des entraînements dans cette salle, il est possible de sélectionner un niveau de difficulté, de choisir si c'est un assaut de la part des X-Men ou de l’ordinateur Cerebro, et si les armes infligent de véritables dommages. Une fois le programme sélectionné, la machine génère un environnent holographique et des ennemis virtuels qui donnent l'impression d'être sur un véritable champ de bataille.
Les jeunes recrues de l'équipe qui s'y exercent sont surveillés par un mentor ; au début Charles Xavier, par la suite Scott Summers et les leaders successifs des X-Men.

### Incarnation physique
En 2004-2005, le scénariste Joss Whedon fait de la Salle des dangers un des ennemis à part entière des X-Men : il s'avère que l'ordinateur qui constituait la salle était une intelligence artificielle sous à la domination du Professeur Xavier.
Se retournant contre les élèves du professeur, celle-ci, nommée « Danger », est désireuse d'être enfin libre. L'équipe réussit à la vaincre, mais blâme Xavier d'avoir traitée la machine comme une esclave.

## Pouvoirs et capacités
La Salle des dangers comportait quatre ordinateurs de haute capacité conçus par la technologie Shi'ar, pouvant générer des environnements holographiques artificiels très convaincants.

### Incarnation physique
En tant que « Danger », l’incarnation physique de la Salle des dangers, le personnage possède une force (capable de soulever environ 100 tonnes), une endurance, une vitesse et une agilité surhumaines.
- Le corps de « Danger » est composé d’un alliage de titane très résistant, capable de reproduire n’importe quelle arme ou bouclier[2].
- Étant donné sa programmation originale, Danger sait presque tout des X-Men et des mutants qui se sont entraînés dans la Salle des dangers : points forts, faiblesses et techniques de combat, ce qui lui permet de les traquer, les analyser ou d’anticiper leurs coups et d’élaborer une stratégie pour les vaincre[2].
- Danger pouvait « re-router » ses circuits électroniques pour gérer les dommages subis et pouvait télécharger sa conscience dans n’importe quel équipement doté d’une micro-puce. Cela lui permettait de communiquer avec ces équipements, de les contrôler et d’en prendre possession totalement[2].

## Apparitions dans d'autres médias
La Salle des dangers était présente dans les scripts originaux des films X-Men (2000) et X-Men 2 (2003), mais dû être retirée par manque de moyens.
Elle fait finalement sa première apparition dans le film X-Men : L'Affrontement Final (2006) où, comme dans le comics, elle sert de salle d’entraînements pour l'équipe des X-Men. Elle réapparaît une seconde et dernière fois tout à la fin du film X-Men : Apocalypse (2016). Dans les deux films, les X-Men y affrontent des Sentinelles.